# Schenkenberg
Le Schenkenberg est une colline située dans le 19e arrondissement de Vienne, Döbling. Elle culmine à une altitude de 345 mètres.

## Toponymie
La première référence documentaire au Schenkenberg date de 1329 et le nomme in dem Schenkenberge. Le nom Schenkenberg fait probablement référence à la famille Mundschenk, qui possédait des terres dans la région. Les Kuenringer, qui possédaient également des propriétés dans ce domaine, s'appelaient Oberste Schenken.

## Géographie
Le Schenkenberg se trouve à Obersievering et représente le prolongement sud-est du Pfaffenberg. Au nord, le Reisenbergbach sépare le Schenkenberg du Reisenberg ; au sud, l'Arbesbach le sépare du Hackenberg. Le Schenkenberg fait partie des contreforts nord-est des Alpes orientales. Il appartient à la zone des flyschs contenant des calcaires, des marnes et des conglomérats.

## Activités
Le Schenkenberg est entouré de nombreux vignobles.